# Биэн, Билли
Уи́льям Би́эн (англ. William Behan; 8 августа 1911 — 12 ноября 1991), более известный как Би́лли Биэн (англ. Billy Behan) — ирландский футболист, вратарь. Выступал за ирландские «Шемрок Роверс» и «Шелбурн», а также за английский «Манчестер Юнайтед» в 1930-е годы. Впоследствии работал футбольным судьёй и футбольным скаутом.

## Футбольная карьера
Родился в Дублине. Начал профессиональную карьеру в клубе «Шемрок Роверс», дебютировав за его основной состав 8 февраля 1931 года в игре против «Брей Анноунз» в Милтауне. В том же году выиграл Кубок Ирландии.
С 1931 по 1933 год выступал за «Шелбурн».
В сентябре 1933 года перешёл в английский клуб «Манчестер Юнайтед» вместе с другим ирландцем Дэвидом Берном. Дебютировал за «Юнайтед» 3 марта 1934 года в матче Второго дивизиона против «Бери» на «Олд Траффорд», пропустив 1 мяч. Эта игра стала его единственным официальным матчем в составе «Манчестер Юнайтед». В июле 1934 года вернулся в «Шелбурн», а позднее в том же году стал игроком своего первого клуба «Шемрок Роверс». В составе «Шемрока» выиграл Кубок Ирландии (в 1936 году) и Щит Ирландской лиги. Свой последний матч за «обручей» провёл 23 августа 1936 года, после чего завершил карьеру игрока.
После завершения игровой карьеры работал футбольным судьёй. В 1943 году был главным судьёй финала Кубка Ирландии. В 1950-е годы был главным тренером клуба «Драмкондра», с которым выиграл Кубок Ирландии уже в качестве тренера (в 1954 году).
Впоследствии Биэн стал главным скаутом «Манчестер Юнайтед» в Ирландии. Благодаря ему клуб подписал таких игроков как Джонни Кэри, Лиам Уилан, Тони Данн, Дон Гивенс, Кевин Моран и Пол Макграт. Также он был вице-председателем клуба «Долки Юнайтед» из одноимённого города, выступавшего в главной лиге Ленстера. Именно в «Долки Юнайтед» Биэн обнаружил талант Пола Макграта, впоследствии ставшего ключевым игроком «Манчестер Юнайтед», «Астон Виллы» и сборной Ирландии.

## Личная жизнь
Отец Биэна, Уильям Биэн-старший, был одним из основателей футбольного клуба «Шемрок Роверс», а его родные братья, Джон и Пэдди, также играли за «Роверс». Его сын, Уильям-младший, также играл за «Шемрок Роверс» в качестве вратаря. Его троюродный брат, Боб Фуллем, играл за «Шемрок Роверс» и сборную Ирландии.
Внук Билли Биэна, Филип (англ. Philip Behan) работал главой департамента международного футбола в ФАИ, а также занимал административные должности в УЕФА и ФИФА, занимаясь организацией международных матчей.
Билли умер 12 ноября 1991 года в возрасте 80 лет.

## Достижения

### В качестве игрока
Шемрок Роверс
- Облатадель Кубок Ирландии (2): 1931, 1936
- Облатадель Щита Ирландской лиги[англ.]: 1935

### В качестве тренера
Драмкондра
- Облатадель Кубок Ирландии: 1954